# Männer im gefährlichen Alter (2004)
Männer im gefährlichen Alter ist ein Fernsehfilm von Hajo Gies aus dem Jahr 2004. Das Drehbuch schrieb Lothar Kurzawa. Mitwirkende sind unter anderem Gaby Dohm, Eva Kryll, Jörg Schüttauf, Friedrich von Thun und Fritz Wepper. Der Film wurde am 21. Januar 2004 in Das Erste zur Hauptsendezeit erstmals ausgestrahlt.

## Handlung
Mario Bechstein und Henry Malek haben eigentlich mit ihrem Leben als Safeknacker abgeschlossen. Doch angesichts ihrer finanziellen Situation lassen sie sich von dem Kleinganoven Felix Bundschuh zu einem letzten großen Coup überreden. Eine wertvolle Bibel soll in den nächsten Tagen von Leipzig nach Dresden gebracht werden. Diesen Werttransport wollen sie überfallen und das Objekt dann mit Hilfe der Auktionärin Agnes Kopelski, Marios erster Frau, zum Verkauf bringen.
Am Tag des Überfalls läuft alles anders als geplant. Henry konnte seine neue Freundin (ausgerechnet Kommissarin Lissy Wohlbauer) absolut nicht abwimmeln und er wird am nächsten Morgen fast nicht fertig, um rechtzeitig wegzukommen. Einzig Felix ist pünktlich und kann, wie vorgesehen ihre selbst gebastelte Rauchbombe unter dem Sicherheitstransporter deponieren. Sie soll unterwegs einen Motorschaden vortäuschen, der die Security-Begleiter zum Stoppen bringen soll. Henry und Mario folgen dem Transporter in einem PKW mit gefälschten Kennzeichen, Felix in einem separaten Wagen. Sie können den Werttransporter wie geplant zum Anhalten bringen, den Koffer mit der Bibel stehlen und den Rückzug antreten. Doch erwartet sie hier eine Überraschung, denn der Koffer ist leer. Henry und Mario verdächtigen nun Felix mit den Sicherheitsbeamten unter einer Decke zu stecken und den Koffer mit der Bibel gegen einen leeren ausgetauscht zu haben. Als sie ihn per Handy kontaktieren wollen, ist hier nur die Mailbox zu hören und seine angebliche Wohnung komplett leer. Henry wird so misstrauisch, dass er sogar seine Lissy verdächtigt Felix mit Informationen versorgt zu haben. Mario ist indessen bei den Berichten im Fernsehen auf Meggy aufmerksam geworden, die Felix ihnen als seine Frau vorgestellt hatte. Sie ist in Wirklichkeit Assistentin von Prof. Kommsen, des Museums, das die Bibel gerade ausgestellt hatte. 
Um aus der Sache wieder herauszukommen, hat Marios einen Plan. Er geht mit der Polizei einen Deal ein: Mit seiner Hilfe soll sowohl die Bibel, als auch die Hintermänner gefunden werden. Sie lassen offiziell vermelden, dass Henry und Mario verhaftet wurden, um die eigentlichen Diebe in Sicherheit zu wiegen. Marios Ex Agnes ist ebenfalls involviert und arrangiert nun das Treffen zwischen Felix und dem Bibelkäufer. Am Übergabeort warten schon Mario und Henry und nehmen kurzerhand sowohl die Bibel als auch das Geld an sich. Unerwartet trifft jedoch auch die Polizei ein und nimmt alle fest: bis auf Agnes. Sie hatte Lissy informiert, dass sich Mario und Henry am Ende mit dem Geld aus dem Staub machen wollten. Lissy nimmt den beiden das Versprechen ab in Zukunft weiter mit der Polizei zusammenzuarbeiten, sodass sie als Gegenleistung weiter auf freien Fuß bleiben dürfen. Ein Job als Hilfssheriffs erscheint den Männern im gefährlichen Alter durchaus reizvoll.

## Kritiken
Tilmann P. Gangloff von tittelbach.tv zieht folgendes Urteil zu diesen Film: „[...] Dennoch ist ‚Männer im gefährlichen Alter‘ eine amüsante Räuberpistole mit Krähenfuß, Tränensack und Lachfalte. Ein gediegenes Schauspieler-Gaunerstück voller überraschender Wendungen.“
Prisma.de bemerkte dazu: „Dank der charmanten Darsteller verzeiht man dieser Gaunerkomödie bis zum spaßigen Happy-End die ein oder andere Länge. Die beiden Hauptdarsteller Fritz Wepper und Friedrich von Thun, die zuvor bereits in ‚Drei in fremden Kissen‘ (1995) und ‚Zwei Brüder - Nervenkrieg‘ (1997) zusammen vor der Kamera standen, spielen sich hier gekonnt die Bälle zu.“